# Sphecomimax aurifera
Sphecomimax aurifera är en fjärilsart som beskrevs av Klages 1906. Sphecomimax aurifera ingår i släktet Sphecomimax och familjen björnspinnare. Inga underarter finns listade i Catalogue of Life.